# Beringvarfågel
Beringvarfågel (Lanius borealis) är en östsibirisk och nordamerikansk tätting i familjen törnskator inom ordningen tättingar som tidigare behandlades som en del av varfågeln (Lanius excubitor).

## Utseende
Beringvarfågeln är en relativt stor törnskata (23-25 cm) med medellång stjärt. Med smal svart ansiktsmask, ljus undersida, grå ovansida och vita inslag på stjärt och vingar som syns tydligt i flykten är den mycket lik varfågeln (Lanius excubitor). Den skiljer sig dock genom att i adult dräkt vara smalt mörkbandad på den något mörkare undersidan samt att ovansidan har en nyans av ockra. I Nordamerika skiljs den från liknande amerikanska törnskatan (L. ludovicianus) genom att den senare har bredare svart ansiktsmask som når ända fram till näbben, mindre storlek samt renare vit undersida.

## Utbredning och systematik
Fågeln förekommer i östra Asien samt norra Nordamerika och delas in i sex underarter med följande utbredning:
- Lanius borealis invictus – Alaska (utom norra delen) samt nordvästra och nordcentrala Kanada (Yukon och Northwest Territories samt allra nordligaste British Columbia österut till norra Ontario;  utanför häckningstid i södra Kanada och stora delar av västra och centrala USA
- Lanius borealis borealis – nordöstra Kanada (norra Ontario samt norra och centrala Quebec österut till Labradorhalvön); utanför häckningstid till sydöstra Kanada samt centrala och östra USA
- Lanius borealis mollis – sydcentrala Ryssland (Altaj och Sayanbergen) och nordvästra Mongoliet; utanför häckningstid även norra Kina
- Lanius borealis funereus – södra och östra Tien Shan, möjligen även bergsområdena Dzhungarian Alatau och Ketmen i östra Kazakstan
- Lanius borealis sibiricus – centrala och östra Sibirien österut till Kolymaflodens floddal, Anadyrland och Chukotskhalvön, söderut till Bajkalsjön, norra Mongoliet och sydöstra Ryssland (norra Amurland), möjligen även norra Kurilerna (Paramushir I); utanför häckningstid i sydcentrala Sibirien, Mongoliet, nordöstra Kina (i syd möjligen till norra Hebei) samt Ussuriland
- Lanius borealis bianchii – Sakhalin och södra Kurilerna; utanför häckningstid i norra Japan (Hokkaido, sällsynt längre söderut)

Underarten invictus beblandar sig med borealis i nordöstra Manitoba och norra Ontario, och inkluderas ofta i denna. Likaså inkluderas ofta funereys i mollis.

### Beringvarfågel i Europa
Beringvarfågeln är en mycket sällsynt gäst i Europa med endast några få fynd i Norge (5 november 1881), Ukraina (sju specimen, men kan möjligtvis förekomma mer regelbundet) samt i Finland (1-22 mars 2000).

### Artstatus
Tidigare betraktas den som underart till varfågel (Lanius excubitor) men urskiljs numera som egen art efter DNA-studier som visar att dessa fåglar står närmare amerikansk törnskata (L. ludovicianus). Studier visar också att underarten mollis häckar parapatriskt eller till och med sympatriskt med Lanius excubitor pallidirostris.

## Levnadssätt
Detta avsnitt avser endast den nordamerikanska populationen.

### Habitat
Beringvarfågeln häckar i tajga och på gränsen mellan tajga och tundra, i öppet landskap med medelstora eller höga träd eller buskar. Vintern tillbringar den i liknande miljöer med höga utkiksplatser, som igenväxta fält, våtmarker och skogsbryn.

### Föda
Liksom andra törnskator lever den av insekter, små däggdjur, fåglar och sällsynt även reptiler. Mer i detalj har följande byten noterats: fåglar som berglärka (Eremophila alpestris), amerikansk talltita (Poecile atricapillus), stare (Sturnus vulgaris), bleksparv (Spizella breweri), vitkronad sparv (Zonotrichia leucophrys), mörkögd junco (Junco hyemalis), tallsiska (Spinus pinus), gråsparv (Passer domesticus); små däggdjur som näbbmusen Sorex vagrans, västlig skördemus (Reithrodontomys megalotis), hjortråttor (Peromyscus), sorkarna Microtus longicaudus och Microtus pennsylvanicus och husmus; reptiler som ödlor av släktet Sceloporus.

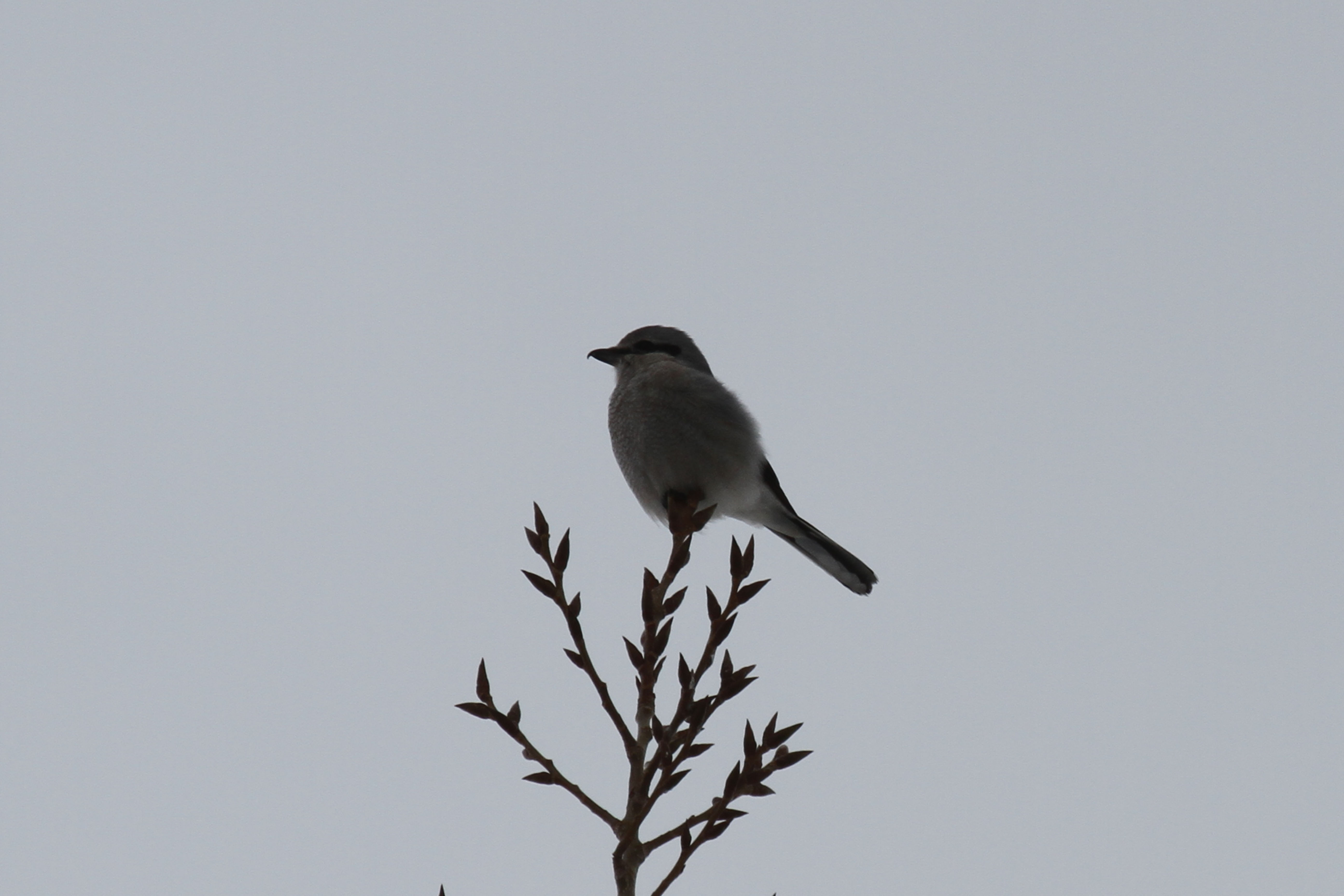
Beringvarfågel på utkiksplats.

Som en rovfågel sitter beringvarfågeln stilla på en utkiksplats och spanar, för att sedan göra utfall ner till marken när den ser ett byte för att fånga det med näbb eller klor. Ryggradsdjur dödas genom ett bett i nacken, medan den rycker bort vingar och gadd från insekter. Den spetsar ofta sina byten på törnbuskar eller taggtråd för att spara till senare. Den har setts jaga efter finkar och gråsparvar vid fågelbord.

### Häckning
Arten placerar sitt djupa skålformade bo i ett träd eller buske, så pass djupt att av den ruvande honan syns bara den uppstickande stjärten. Den lägger fyra till nio ägg som ruvas i 14-21 dagar och ungarna är flygga efter ytterligare 18-20 dagar.

## Status
Beringvarfågeln har ett mycket stort utbredningsområde och i Nordamerika bedöms populationsutvecklingen vara stabil de senaste 40 åren. Internationella naturvårdsunionen IUCN kategoriserar därför arten som livskraftig. Populationstrenden i Nordamerika är dock svår att bedöma på grund av artens relativa sällsynthet och avlägsenheten för dess utbredningsområde. Stora områden med passande miljö i Alaska och norra Kanada är skyddade.

## Namn
Arten har i litteratur även kallats sibirisk varfågel, då endast omfattande de asiatiska underarterna.